# Wooster (Ohio)
Wooster é uma cidade localizada no estado norte-americano de Ohio, no Condado de Wayne.

## Demografia
Segundo o censo norte-americano de 2000, a sua população era de 24.811 habitantes.
Em 2006, foi estimada uma população de 25.791, um aumento de 980 (3.9%).

## Geografia
De acordo com o United States Census Bureau tem uma área de
37,2 km², dos quais 37,2 km² cobertos por terra e 0,0 km² cobertos por água. Wooster localiza-se a aproximadamente 351 m acima do nível do mar.

## Localidades na vizinhança
O diagrama seguinte representa as localidades num raio de 16 km ao redor de Wooster.

## Personalidades
- Arthur Holly Compton (1892-1962), Prémio Nobel de Física de 1927